# Хархалуп Ганна Максимівна
Ганна Максимівна Хархалуп (Малюта)  (1928, с. Валя-Адинке Кам'янського району Молдавської АРСР —1993, там же) — радянський працівник сільського господарства, ланкова колгоспу «Нова зоря» Кам'янського району Молдавської РСР. Герой Соціалістичної Праці.

## Біографія
Народилася 7 серпня 1928 року у селі Валя-Адинке Кам'янського району Молдавської АРСР в сім'ї селянина.
У 1948 році ланка Ганни Хархалуп отримала 23,2 центнера тютюну сорту «Трапезонд» з гектара на площі 3 гектара.
Займалася громадською діяльністю — обиралася депутатом Верховної Ради Молдавської РСР IV скликання.
Померла 17 лютого 1993 року на своїй батьківщині.

## Нагороди
- Указом Президії Верховної Ради СРСР від 24 червня 1949 року Г.М. Хархалуп присвоєно звання Героя Соціалістичної Праці з врученням ордена Леніна і Золотої медалі «Серп і Молот».